# Сорта ели обыкновенной
Эта статья содержит дополнительные сведения к материалу, изложенному в статье Ель обыкновенная
Сорта ели обыкновенной.
В настоящее время в культуре находятся сотни сортов ели обыкновенной. Большая часть из них не являются объектами промышленного разведения и встречаются только в садах коллекционеров.
Отдельной группой сортов являются формы с нерегулярной формой роста, сюда входят сорта с плакучими ветвями ('Inversa', 'Cobra', 'Virgata', 'Pendula'). Отсутствие лидирующего верхушечного побега приводит к разнонаправленному росту кроны. Часто у этих форм путём подвязки к шесту создаётся искусственный лидер, позволяющий придать дереву нужную высоту. Использование хвойных с нерегулярной формой роста в ландшафтном дизайне представляет определённые проблемы, так как неорганизованная форма в окружающем её ландшафте выглядит неуместно. Тем не менее такие сорта приковывают внимание, что может быть эффектно использовано в дизайне.

## Классификация
По Г. Kpюссману, 1986 г.

#### Группа I
Внешний вид обычный, прямой (кроме № 3)
1. Колоннообразные и кеглевидные формы: 'Сolumnaris', 'Сupressina', 'Falcata', 'Руramidata'.

2. Малосучковатые форма: 'Сranstonii', 'Dicksonii'.

3. Формы со свисающими ветвями: 'Ааrburg', 'Frohburg', 'Loreley', 'Реndula Major', 'Rothenhaus', 'Wartburg'.

4. Формы с цветными иголками: 'Агgentea', 'Аrgenteospica', 'Аurea', 'Соеrulеа', 'Finedonensis'.

5. С отличающимися от типовой формы шишками: f. сhlorocarpa, f. еrythrocarpa.

6. С отличающимися от типовой формы иглами: 'Сincinnata'.

7. С отличающимся от типовой формы стволом: 'Тuberculata'.

#### Группа II
Рост низкий, обычно 3—5 м высотой (но только у старых растений)
1. Узкокеглевидные формы: 'Соncinna'.

2. Ширококеглевидные формы: 'Соmpressa', 'Соnica', 'Wills Zwerg'.

3. Круглые формы: 'Globosa'.

4. Формы с висячими ветвями: 'Асrосоnа', 'Reflexa'.

5. Формы с цветными иголками: 'Aurea'.

#### Группа III
Карликовые формы, около 3 м высотой. Так как эти формы не всегда растут одинаково, а по внешнему виду могут быть более круглые или более кеглевидные.
1. Кеглевидные формы: 'Ваrryi', 'Сарitata', 'Decumbens', 'Еllwangeriana', 'Нumilis', 'Махwellii', 'Nana', 'Оhlendorfii', 'Расhyphylla', 'Рseudo-Maxwelii', 'Руgmaea', 'Руramidalis Gracilis', 'Remontii', 'Gregoriana Veitchii', 'Маriae Оrfiiae'.
2. Круглые формы с сильно развитыми побегами: 'Соmpacta', 'Соmpacta Asselyn', 'Меrkii'.
3. Круглые формы с нежными побегами: 'Сlanbrassiliana', 'Есhiniformis', 'Gregoriana', 'Gregoriana Раrsonii', 'Little Gem', 'Рrocumbens', 'Рseudoprostata', 'Рumila', 'Рumila Glauca', 'Рumila Nugra', 'Таbuliformis'.
4. Плоские и широкоокруглые формы: 'Highlandia', 'Ноrnibrookii'.

## A

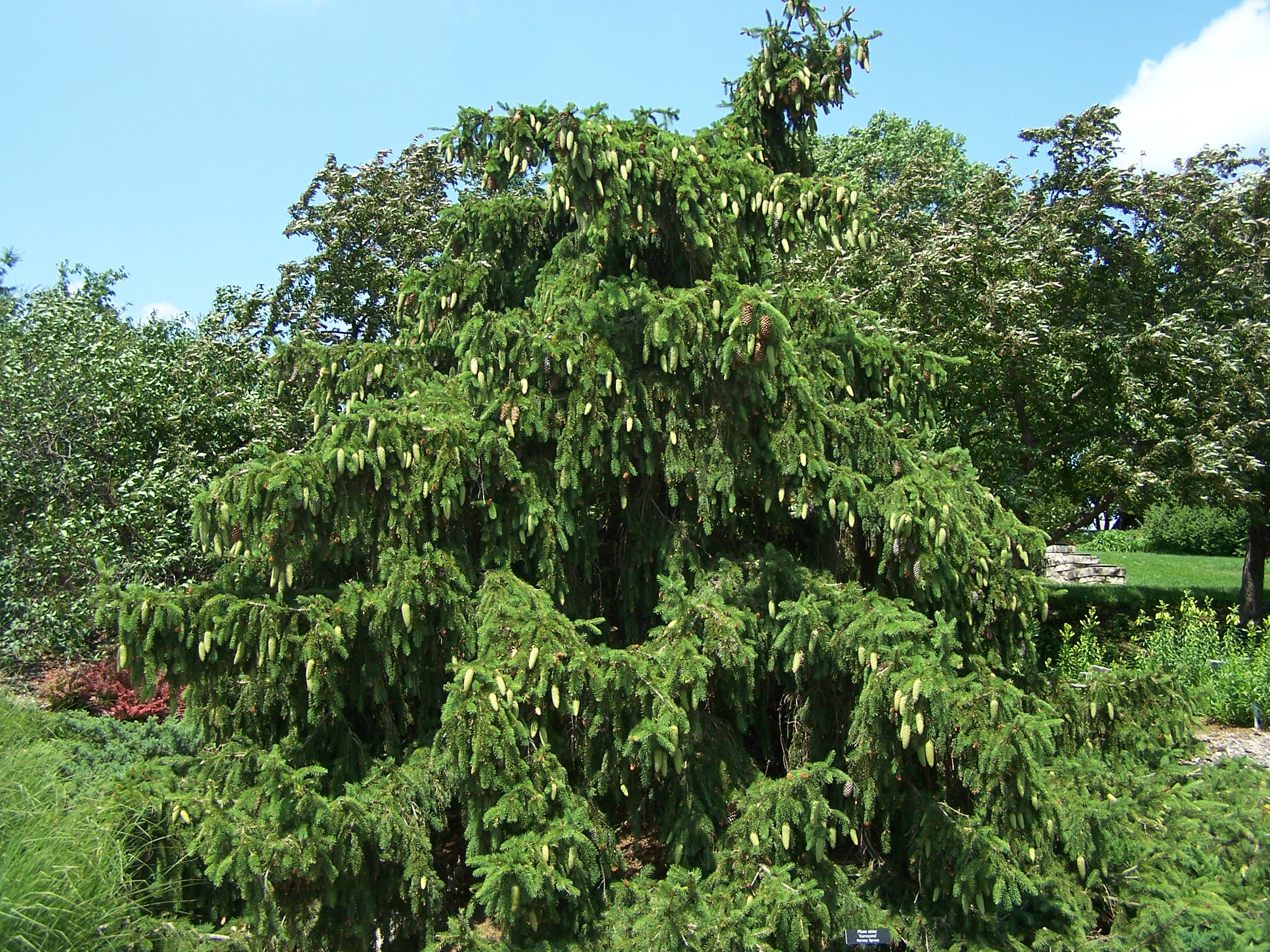
'Acrocona'

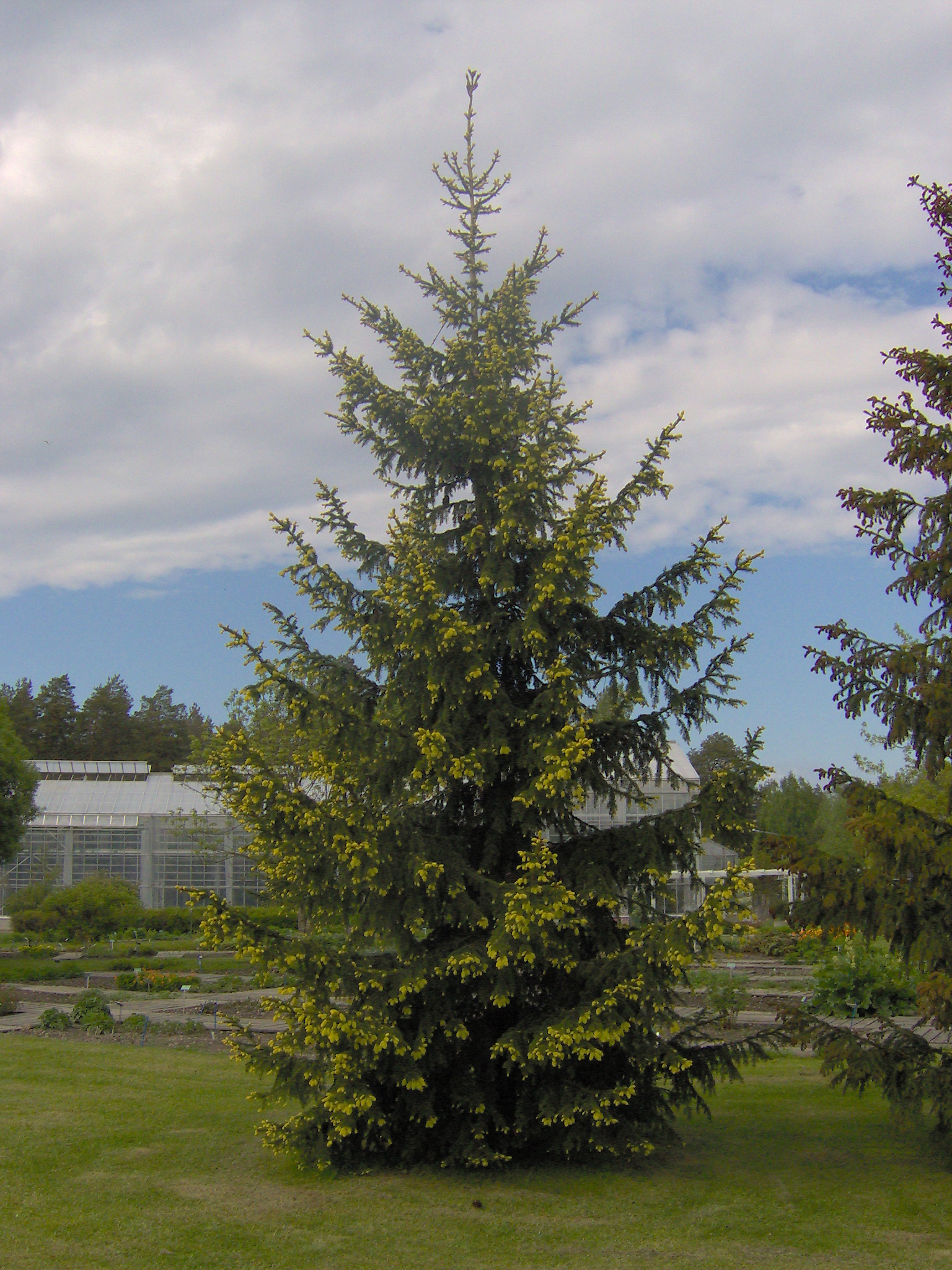
'Aurea'

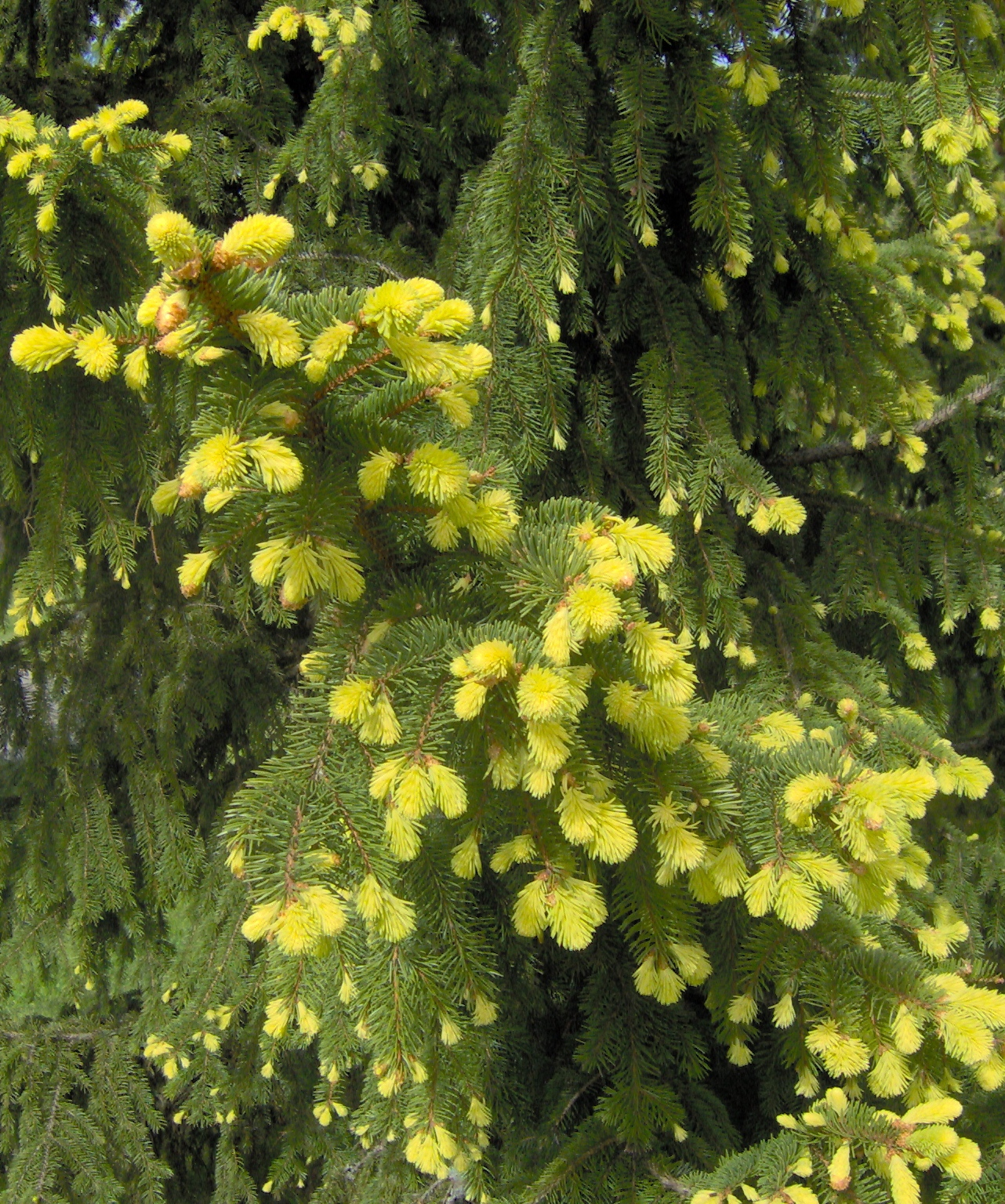
'Aurea', молодые побеги

- 'Аarburg'. A.G. Haller, Швейцария, 1965 г. Форма неравномерная, т. е. не всегда прямо растущая, высотой 8 м и более. Ветви первого порядка расположены неодинаково; ветви отстоящие от ствола или висячие, довольно плотно покрыты незаметными шишками. Хвоя тёмно-зелёная, относительно мелкая, на сильных побегах длиной 10—15 мм, на боковых побегах длиной 8—10 мм. Молодые побеги появляются поздно, поэтому не подвержены ночным заморозкам[3].
- 'Acrocona' (syn.: P. excelsa acrocona Fries). До 1890 года обнаружена в дикорастущем виде под Уппсалой[4]. Медленнорастущий сорт. Деревья достигают высоты 2—3 м, крона широкая коническая, диаметром до 4 м, ветви расположены горизонтально. Внешний вид довольно декоративен, особенно весной (в это время года на концах молодых побегов вырастают маленькие красные шишечки). Боковые ветви с нормальными шишками, на концах ветвей удлиненные некрасивые шишки. На молодых шишках твёрдые, короткие, острые иголки между мягкими, закрученными назад шишечными чешуйками[3].
- 'Akka'. Финский сорт. Получают путём прививки f. condensata[5].
- 'Аrgentea'. Невысокий сорт, иголки бело-пёстрые, почти обычные, известна с 1887 г[3].
- 'Аrgenteospica' Г. Гессе. Молодые побеги бело-пёстрые, позднее зеленеют. В остальном не отличается от типовой формы. Известна с 1891 г[3].
- 'Aurea' (syn.: P. elegantissima hort., P. excelsa aurea Carriere). Очень старая форма неизвестного происхождения. Высота ниже чем у типовой формы (до 10 м). Ветви первого порядка расположены горизонтально. Молодые побеги светло-коричневые, со слабым блеском, сильно либо слабо опушённые, с выраженными, средней длины листовыми подушками. Почки крупные, коричневые, узкояйцевидные, несмолистые, расположены равномерно на верхушке побега. Старые листья зелёные, молодые жёлто-золотые, в тени бледно-жёлтые или жёлто-зелёные либо зелёные, длиной 2—2,5 см, s-образные, в сечении плоскоромбовидные. Верхушка листа острая, асимметричная. Устьичные полоски сверху по 1—3 ряда, снизу по 2—5 рядов[4].
- 'Aurea Jacobsen'. Крона вначале округлая, позже развивается лидер и она становится конусовидной. Хвоя золотистая, снизу зеленоватая. Растёт медленнее 'Aurea'[6].
- 'Aurea Magnifica'. Форма более низкая, чем 'Аurea', но широкая, иногда кустистая, высота до 3 м. Сучья и ветви приподнятые. Иголки светло-жёлто-золотые. Поступила в продажу в 1899 г. Боскоп. Одна из красивейших жёлтых форм[3].
- 'Aureaspica' (syn.: P. excelsa var. mutabilis Carriere, 1867; P. excelsa aureo-spicata hort.). Форма обнаружена во Франции. Высота ниже чем у типовой формы (до 7 м). Молодые побеги коричневые, со слабым блеском, без опушения, с удлинёнными выраженными листовыми подушками. Почки среднего размера, коричневые, узкояйцевидные, несмолистые, расположены на верхушке побега. Старые листья тёмно-зелёные, молодые жёлтые или жёлто-зелёные, длиной 1,5—2 см, слегка изогнутые, в сечении ромбовидные. Верхушка листа острая. Устьичные полоски сверху по 1—3 ряда, снизу по 4—8 рядов[4].
- 'Auresiana'. Дерево нормального роста, крона коническая. Молодые побеги коричневые, со слабым блеском, слабо опушённые, листовые подушечки средней длины. Почки крупного или среднего размера, коричневые, кеглевидные, несмолистые, расположены на верхушке побега. Старые листья голубовато-зелёные, молодые зелёные, слегка изогнутые, в сечении ромбовидные. Верхушка листа тупая[4].

## B

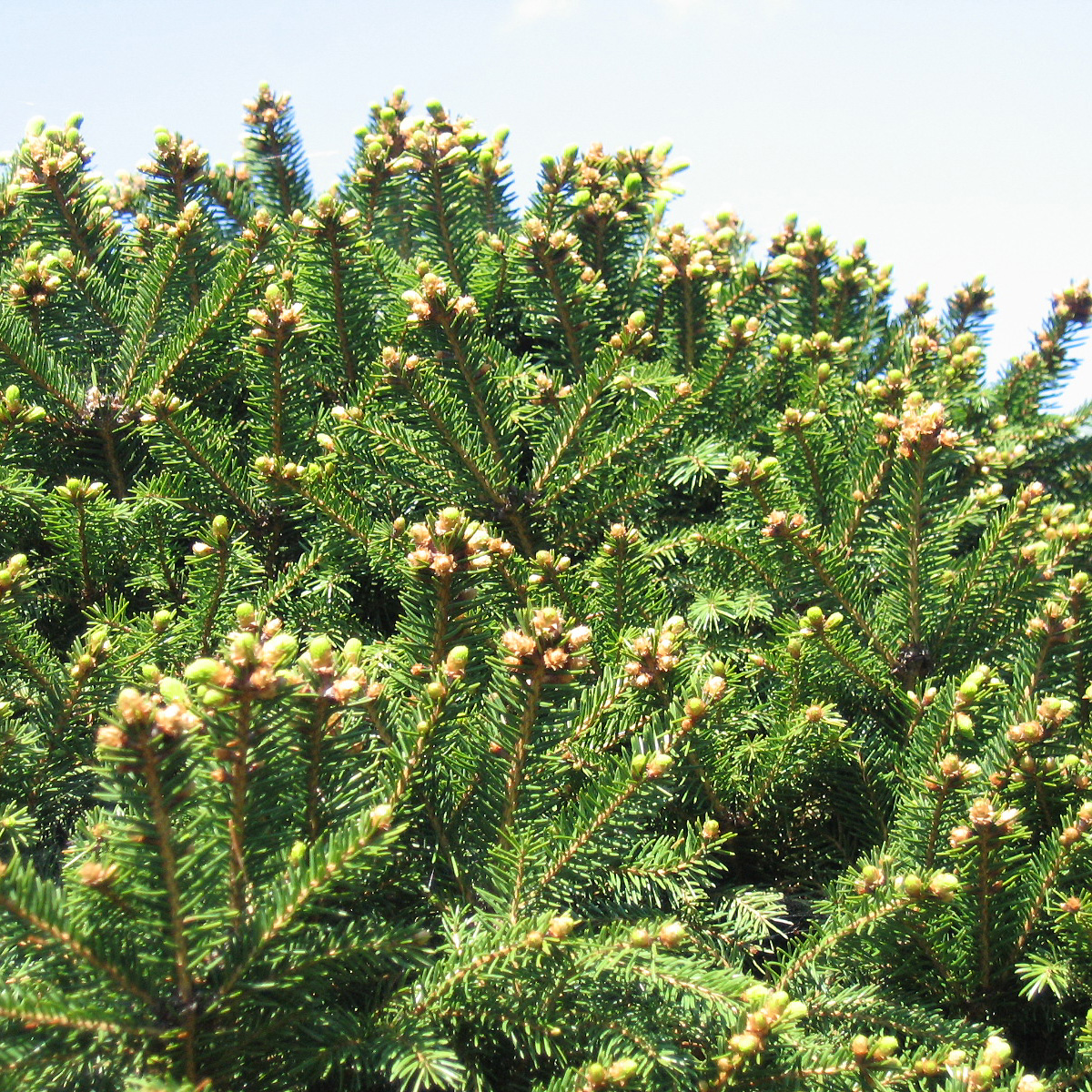
'Barry'

- 'Bally'. Карлик. В возрасте 15 лет высота 20 см, ширина 10 см. Хвоя короткая[7].
- 'Barryi' (syn.: P. excelsa var. barryi hort.). Мощная полукарликовая форма. У молодых растений крона округлая, у взрослых ширококоническая, очень неравномерная. Скелетные ветви достаточно длинные, приподнятые, отстоящие друг от друга. Молодые побеги светло-коричневые, со слабым блеском, без опушения, с выраженными листовыми подушечками. Почки оранжево-коричневые, яйцевидные, несмолистые, расположены на верхушке побега. Верхушечные почки очень крупные, образуют коронку и окружены мелкими листьями. Старые листья зелёные, молодые светло-зелёные, длиной менее 1 см, в сечении ромбовидные на конце острые. Устьичные полоски с четырёх сторон по 1—3 ряда[4].

## C

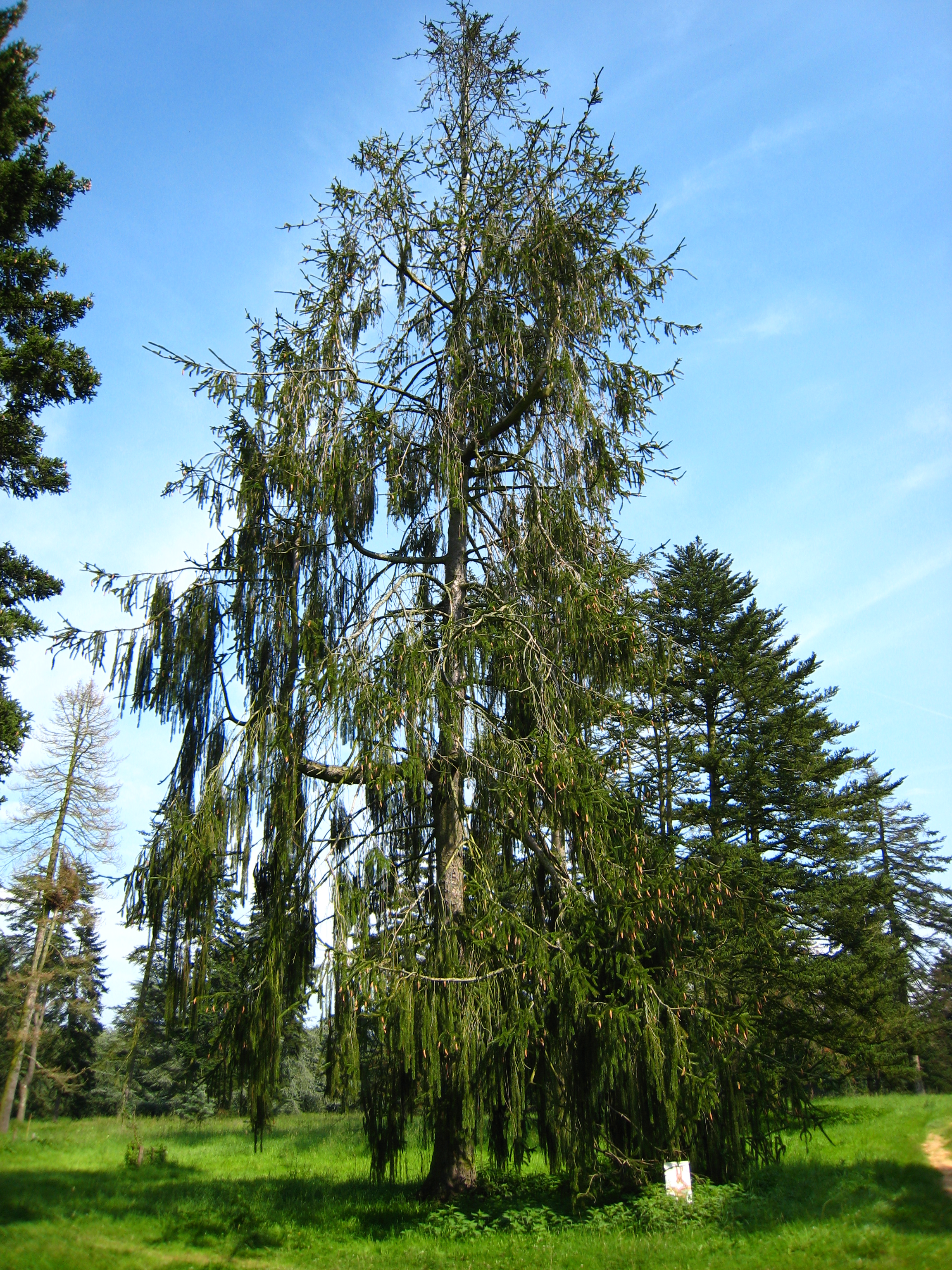
'Cranstonii'

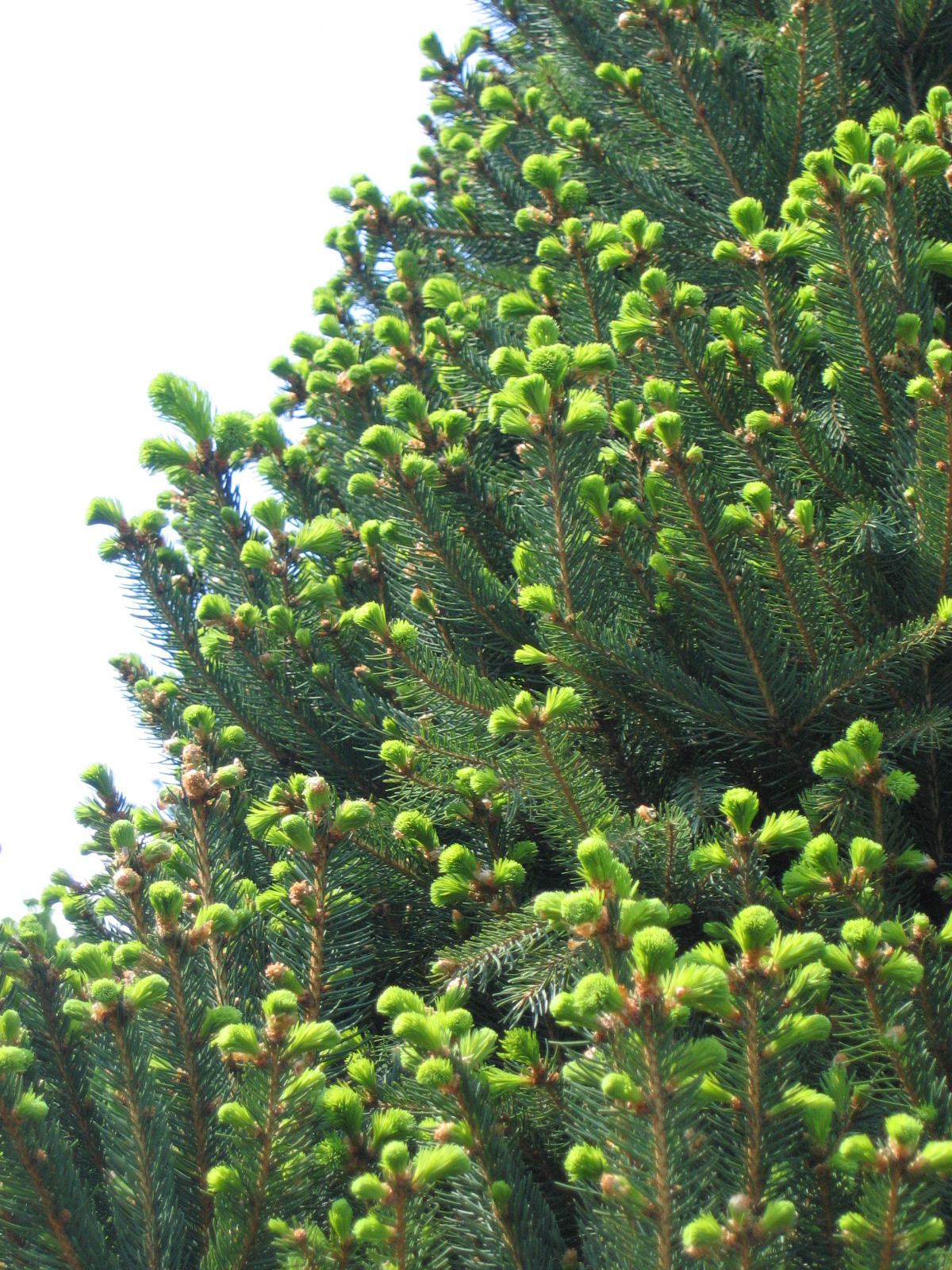
'Cupressina'

- 'Сapitata' (syn.: P. excelsa var. capitata Croux). Карликовая форма. Крона неравномерно-яйцевидная. Ветви первого порядка толстые, устремлённые вверх. Побеги обрастания различной длины, но одинаковой толщины. Годичный прирост 5—6 см. Почки яйцевидные до округлых, верхушечные почки 3—5 мм длиной, боковые короче, оранжево-коричневые, расположены вокруг верхушечной почки по 1—10 штук. Листья 10—15 мм длиной, очень толстые и широкие, на конце тупые, светло-зелёные. Происхождение: питомник Круа (Франция), 1897 г. Широко культивируется в Англии и Голландии[4].
- f. chlorocarpa (Purkyne) Fries (syn.: P. excelsa var. chlorocarpa Purkyne). От типовой формы отличается тем, что шишки до осени остаются светло-зелёными. Семенные чешуи тонкие и плоские. Встречается совместно с типовой формой[4].
- 'Сlanbrassiana'. Карликовая форма. Крона напоминает осиное гнездо. Редко достигает высоты 1,5 м (отдельные экземпляры достигают высоты 3 м к 180 годам). Годовой прирост 2—3 см. Побеги тонкие и изогнутые, сверху серовато-коричневые, снизу белые до зеленовато-белых, голые. Встречаются вариации с длинными листьями на мощных побегах и короткими на слабых. Почки острояйцевидные, 4—6 мм длиной, красно-коричневые, блестящие, зимой очень смолистые, серые. Листья светло-зелёные, 5—10 мм длиной, блестящие, плотно стоящие, толстые (в центре достигают наибольшей толщины), в разрезе плоские, килеватые. 
Самая старинная карликовая форма. Обнаружена около 1780 года под Белфастом. Привезена лордом Кланбрасселом в имение Толлимор, в графстве Даун, где это дерево растёт до сих пор и достигло высоты 3 м. Широко культивируется, но часто под ошибочными названиями[4].
- 'Сoerulea'. От типовой формы отличается пышными молодыми побегами с хвоей стального оттенка. Найдена близ Мюльхайм-на-Рейне до 1891 года[4].
- f. condensata Th. Fries. Дерево, верхняя часть которого представляет собой ведьмину метлу. Ветви первого порядка направлены вверх. По форме кроны напоминает сосну. Путём прививки из этой формы получают сорта 'Akka' и 'Ukko' присутствующие в культуре. Найдено в Финляндии[5].
- 'Сolumnaris'. От типовой формы отличается очень короткими скелетными ветвями, направленными горизонтально или восходяще. Боковые ветви плотно ветвятся. Крона узкоколонновидная. Встречается в Финляндии и Швеции[4].
- 'Сompacta'. Приземистая, карликовая форма. Крона округлая или широкояйцевидная. Высота до 1,5 м. Скелетные ветви многочисленные, короткие, внизу отстоящие друг от друга, вверху приподнятые. Кора однолетних побегов коричневая. Почки свободно стоящие, 3—4 мм длиной, тупые, блестящие, коричневые. Листья около 1 см длиной, ближе к верхушкам побегов постепенно укорачиваются до 0,6 см, на срезе четырёхгранные, блестящие, зелёные. Сорт известен с 1868 года[4].
- 'Сompacta Asselyn' 1923 г. От 'Сompacta' отличается голубоватым оттенком молодой хвои[4].
- 'Сompressa'. Карликовая, приземистая форма. Крона широкояйцевидная, равномерная. Ветви плотно сжатые, приподнятые, побеги покрывают друг друга, плоские, почти одинаковой длины. Листья плотно сидящие, 5—10 мм длиной, блестящие, тёмно-зелёные. Обнаружена до 1903 года Дидорфом под Аугсбургом[4].
- 'Сonica'. Карликовая форма, приземистая, кеглевидная, довольно мощная; веточки приподнятые, плотно прижатые друг к другу, тонкие, светло- или тёмно-коричневые (годовой прирост 3—6 см). Иголки плотно и радиально расположенные, мягкие, светло-зелёные, 3—6 мм длиной. Культивируется с 1847 г[3].
- 'Cranstonii' (syn.: P. excelsa var. cranstonii Carriere). Появилась около 1899 года у Крэнстона в Англии. Медленнорастущее дерево высотой 10 – 15 метров, с рыхлой ширококонической плакучей кроной, с сильным лидером и мощными боковыми ветвями. В 10 лет достигает высоты 4,5 – 5,5 метров. Ежегодный прирост 15 – 30 см. Ветви покрыты хвоей начиная от основания, от ствола отходят горизонтально, затем повисают. Побеги расположены неплотно, ветвление изреженное, иногда боковые побеги отсутствуют. Молодые побеги жёлто-серые, со слабым блеском, слабо опушённые, с короткими листовыми подушками. Почки крупные, до 15 мм длиной, светло-коричневые, яйцевидно-конические, расположены на верхушке побега. Старые листья тёмно-зелёные, молодые зелёные, длиной 2—2,5 см, на конце заострённые, направлены во все стороны и далеко отстоят друг от друга. Устьичные полоски сверху по 4—8 рядов, снизу по 2—5 рядов. Сорт очень напоминает 'Virgata', но листья сильно сжатые[4].
- 'Cupressina' (syn.: P. excelsa var. cupressina F.Thomas). Форма обнаружена в окрестностях Тамбаха (Тюрингия). Крона колонновидная, с острой верхушкой. Высота до 20 м. Ветви первого порядка прямые, короткие загнуты вверх. Старые листья зелёные, молодые светло-зелёные или голубовато-светло-зелёные, длиной менее 1—1,5 см, прямые, в сечении плоскоромбовидные, на конце заострённые[4].
- 'Cupressina'. Обнаружена в 1904 году, в Тюрингии. Деревья высотой до 20 м. Крона колонновидная, с острой верхушкой. Ветви первого порядка прямые, короткие загнуты вверх. Молодые побеги светло-коричневые, блестящие, без опушения, листовые подушки средней длины. Почки крупные, коричневые, яйцевидно-конические, несмолистые, расположены на верхушке, в середине и у основания побега. Старые листья зелёные, молодые светло-зелёные или голубовато-зелёные, длиной менее 1—1,5 см, прямые, в сечении плоскоромбовидные, блестящие, на конце острые. Устьичные полоски с четырёх сторон по 1—3 ряда[4].
- 'Cruenta'. Молодые побеги малинового цвета. Характер роста и крона, как у номинальной формы. Продолжительность декоративного эффекта около 7 дней. От сходного сорта 'Rydal' отличается менее интенсивным цветом молодых побегов и более рыхлой кроной.
- 'Crusita'. Декоративный сорт, но очень редкий. Особенностью этого вида является необычная окраска молодых побегов, которые имеют красноватый оттенок. Но по мере взросления дерева они становятся зелёными.

## D
- 'Dan's Dwarf'. Карликовый сорт. Форма кроны шаровидная, ежегодный прирост 2—2,5 см. Хвоя светло-зелёная. Зоны морозостойкости: 3—9[8].
- 'Decumbens'. Очень похожа на 'Nidiformis', но более плоская и без гнездовидного углубления в центре, а также более неравномерная и плотная. Хвоя более светлая и жёлто-зелёная. Карликовая форма, широкая и плоская, не более 30 см высотой и 1 м шириной; ветви коричневые, голые, тонкие, загнутые (годовой прирост 4—7 см). Молодые побеги слегка загнуты вниз. Почки кеглевидные, острые, 2—3 см длиной, одинаковой величины, красновато-коричневые, зимой смолистые. Иголки 12—20 мм длиной; на концах побегов короткие, полурадиальные и плотно стоящие, загнутые, с острым кончиком, с обеих сторон с 1—3 устьичными канала. В литературе часто путают с 'Dumosa'[3].
- 'Dicksonii'. Форма похожа на 'Сranstonii', но более ветвистая; молодые побеги красноватые. Иголки расположены плотнее. Известна с 1891 г[3].

## E
- 'Echiniformis' (syn.: P. excelsa var. echiniformis hort.). Известна в культуре с 1875 года, в культуре почти никогда не встречается в чистом виде, часто под этим названием выращивается 'Gregoriana' или 'Gregoriana Veitchii'. Карликовая, медленнорастущая форма. За 30 лет дерево достигает 20 см в высоту и 40 см в ширину. Форма кроны закруглённая до подушковидной, плотная и неравномерная. Молодые побеги светло-коричневые или жёлто-оранжевые, голые, слегка блестящие, относительно толстые и жёсткие. Годичные побеги 15—20 мм длиной с нормальными листьями и 3—5 почками или пучком сплющенных 3—5 мм побегов с тонкими листьями и собственной верхушечной почкой. Почки обычно мелкие, светло-коричневые, округлые, крупные цилиндрические с округлой верхушкой, смолистые. Боковые почки расположены на верхней части побега. Старые листья светло-зелёные или зелёные, молодые жёлто-зелёные либо зелёные, длиной менее 1—1,5 см, прямые или слегка изогнутые, s-образные, в сечении ромбовидные, на конце заострённые[4].
- 'Еllwangeriana'. Карликовая форма, широкая, плотная, но грубоватая, ветви первого порядка поднимающиеся, без ведущего побега в центре. Годовые побеги очень толстые и тупые, 4—6 см длиной, оранжево-коричневые и пушистые. Валик листа хорошо развит. Почки оранжево-коричневые, кеглевидные, острые, 3—5 мм длиной, все одинаковой величины, зимой смолистые, на концах побегов до 10 почек, собранных вместе. Почечные чешуйки по краям бахромчатые. Хвоя блестящая, тёмно-зелёная. Иголки толстые и тупые, часто прямые, иногда слегка загнуты вверх, с обеих сторон килеватые, 12—15 мм длиной и 1 мм толщиной; на сильных побегах почти радиальные, часто полурадиальные, плотно стоящие, с обеих сторон блестящие устьичные линии в 2—3 ряда. Появилась До 1890 г. в США[3].
- f. erythrocarpa (Purkyne) Fries (syn.: P. excelsa var. erythrocarpa Purkyne). От типовой формы отличается только окраской шишек, у которых тёмно-фиолетовые чешуйки держатся до сентября, а потом постепенно коричневеют. Встречается приблизительно в области распространения вида[3].

## F
- 'Falcata'. Дерево; рост обычный; ветви первого порядка в целом серповидные, загнуты кверху как сучья старой Picea оmorica. Была найдена многократно[3].
- 'Finedonensis'. Дерево высотой до 15 м; крона кеглевидная; ветви первого порядка почти горизонтальные. Иголки на молодых побегах медно-жёлтые, позднее более коричневые, как бы опаленные солнцем. Обнаружена до 1891 г. в Англии[3].
- 'Frohburg'. Форма с более или менее прямым стволом и вертикально свешивающимися сучьями и ветвями; нижние сучья доходят до земли и стелются по ней. Почки светло-коричневые, почечные чешуйки лишь немного загнуты назад. Иголки мелкие, светло-зелёные, 8—12 мм длиной. В 1961 году ввезена Халлером в Швейцарию[3].
- 'Formanek'. Крона рыхлая, гнездовидная или распростёртая, прижатая к почве. Молодые побеги на периферии кроны повисающие, коричневые, матовые, без опушения. Почки среднего размера, коричневые, яйцевидные, несмолистые, расположены на верхней и средней части годичного побега. Старые листья светло-зелёные, молодые жёлто-зелёные, прямые, на конце заострённые, длиной менее 1—1,5 см. Устьичные полоски с четырёх сторон по 1—3 ряда[4].

## G
- 'Glauca Pendula'.
- 'Globosa'. Дерево обнаружено до 1887 г. в Эстонии и описана Бергом. В культуре отсутствует. В нижней части нормальное дерево, а верхушка превратилась в большой шар, вероятно, ведьмину метлу, 150 см шириной на 10-метровом стволе[3]. Указывается для Ставропольского ботанического сада[4].
- 'Globosa Nana'. Карликовая форма, крона круглая до ширококеглевидной, очень плотная; сучья направлены во все стороны, даже внутрь. Молодые побеги частично тонкие, частично очень толстые, загнутые, с обеих сторон оранжево-коричневые, слегка опушённые; боковые побеги неравномерно отстоящие друг от друга, почти монотонно-зеленовато-коричневые. Верхушечные почки имеют длину 3—5 мм, остальные 2—3 мм; конечные почки часто неплотно окружены 4—6 придаточными почками. Иголки 6—8 мм длиной, серо-коричневые (?), блестящие, в середине расширенные, иногда легко загнутые, иногда прямые, конец тупой с нежным кончиком, с обеих сторон 3—4 устьичные линии, до конца радиально расположенные[3].
- 'Goblin'. Карлик. Крона куполообразная.
- 'Golden Star'. Ниже типовой формы. Крона ширококоническая, рыхлая. Молодые побеги жёлто-серые, со слабым блеском, без опушения, листовые подушки средней длины. Почки среднего размера, оранжево-коричневые, кеглевидные, расположены равномерно. Старые листья зелёные, молодые жёлто-зелёные, диной менее 1—1,5 см, прямые, в сечении ромбовидные, блестящие, концы тупые, заострены вверх. Устьичные полоски сверху и снизу по 4—8 рядов[4].
- 'Gregoriana'. От 'Есhiniformis' отличается более короткими иголками (8—12 мм длиной), которые расположены более плотно, а также отсутствием сильных, выступающих за общую окружность побегов, которые так характерны для 'Есhiniformis'. Карликовая форма, очень медленно растущая, в молодом возрасте более или менее закругленная до широкозакругленно-подушковидной, очень ветвистая, достигает 60—80 см высоты (годовюй прирост 5—20 мм). Побеги достаточно толстые, но загнутые, светло-коричневые, слегка опушённые. Почки светлые, жёлто-зелёные, закруглённые, 1—1,5 мм толщиной, на конце побега собраны по 10 вместе. Валик листа хорошо развит, светло-коричневый. Иголки монотонно-серо-зелёные, с нежным, но острым концом и с 1—2 устьичными линиями по обеим сторонам до вершины; нижние расположены радиально, верхние — звездообразно, открывая почку. Очень известная и популярная форма, но часто неправильно называемая (в немецкие питомниках её, как правило, называют 'Есhiniformis')[3].
- 'Gregoriana Parsonii'. Достигает 90 см высоты и 1,5 м ширины; очень похожа на 'Gregoriana', но более рыхлая, прежде всего в нижней части растения. Иголки длинные, более плоские, не полностью радиальные, внизу часто собранные в пучки; форма и окраска иголок, почек и ветвей совпадают с 'Gregoriana'. До 1923 г. распространялась С. Б. Парсонсом во Флашинге (Нью-Йорк) под неправильным названием 'Сlanbrassiliana'[3].
- Gregoriana Veitchii'. Карликовая форма, очень похожа на 'Gregoriana', но внешний вид более мощный, не столь приземистый, широко-кеглевидный, до 1,8 м шириной, а высотой в 2 раза меньше. Побеги более длинные (годовой прирост 12—35 мм), очень гнутые; часто загнуты вниз. Игольчатые листья радиально расположены только на прямых ведущих побегах, на боковых они тоньше и площе, расположены полурадиально или собраны в пучок. Эта форма была получена Вейчем в 1905 г. вместе с 'Gregoriana', под одним названием, потом оказалось, что речь идёт о двух формах. Описанная выше форма в культуре встречается чаще, чем две предыдущие[3].

## H
- Нighlandia'. Карликовая форма, равномерно плотная и круглая, высотой 1 м. Сучья приподнятые, у основания почти горизонтальные; ветви прямые, тупые, но гнутые, светло-коричневые. Почки короткие, коричневые, полностью окружены иголками. Иголки 10 мм длиной, с верхней стороны приподняты и направлены вперёд, снизу собраны в пучкн, голубовато-зелёные. Обнаружена до 1926 г. в США[3].
- Нornibrookii'. Карликовая форма, кустистая, широкая, высотой 1 м. Сучья горизонтальные, перекрывающие друг друга; ветви коричневые; веточки горизонтально отстоящие друг от друга. Почки острокеглевидные, под главной почкой часто находятся 2—3 более мелкие почки, окруженные иголками. Иголки малочисленные, на верхней поверхности ветвей отстоят под прямым углом, длиной до 1 см, острые, снизу собраны в пучки. Обнаружена до 1937 г., Хорнибрук[3].
- Нumilis'. Карликовая форма, очень медленнорастущая. Крона вверху тупая или заостренная, кеглевидная или более округлая, равномерная или неравномерная. Побеги различной длины, от 5 до 30 мм, сверху серые, снизу светло-серые, голые и блестящие. Почки светло-оранжевые; конечные имеют длину 2—3 мм, остальные 1 мм, зимой смолистые; верхушечные почки окружены несколькими придаточными (от 3 до 10). Валик листа ярко выражен. Иголки блестящие, тёмно-зелёные, очень короткие, 2—10 мм длиной, часто прямые, очень толстые, расположены радиально или направлены вперёд; на каждой стороне 2—3 прерванные устьичные линии, острые; плотно сжатые, жёсткие на ощупь. Известна с 1891 г., но часто под неправильным названием[3].

## I
- 'Inversa' (syn.: А. exelsa inversa; P. abies f. inversa). Прямое дерево, высотой 5—10 м и более. Крона узкокеглевидная или узкоконическая. Сучья плотно прилегают к стволу и вертикально свисают вниз. Молодые побеги светло-коричневые или коричневые, со слабым блеском, слабо опушённые, листовые подушки выражены средне. Почки крупные, тупояйцевидные, 5—6 мм длиной, красно- или оранжево-коричневые, тупояйцевидные, несмолистые, расположены на вершине побега, окружены 2 относительно крупными боковыми почками. Иголки толстоватые, старые тёмно-зелёные, молодые зелёные, блестящие, полурадиально стоящие, длиной 1,5—2,5 см, в сечении плоскоромбовидные, на конце острые. В 1884 г.обнаружена Р.Смитом в Шропшире (Англия). В культуре встречается часто[3][4].

## L

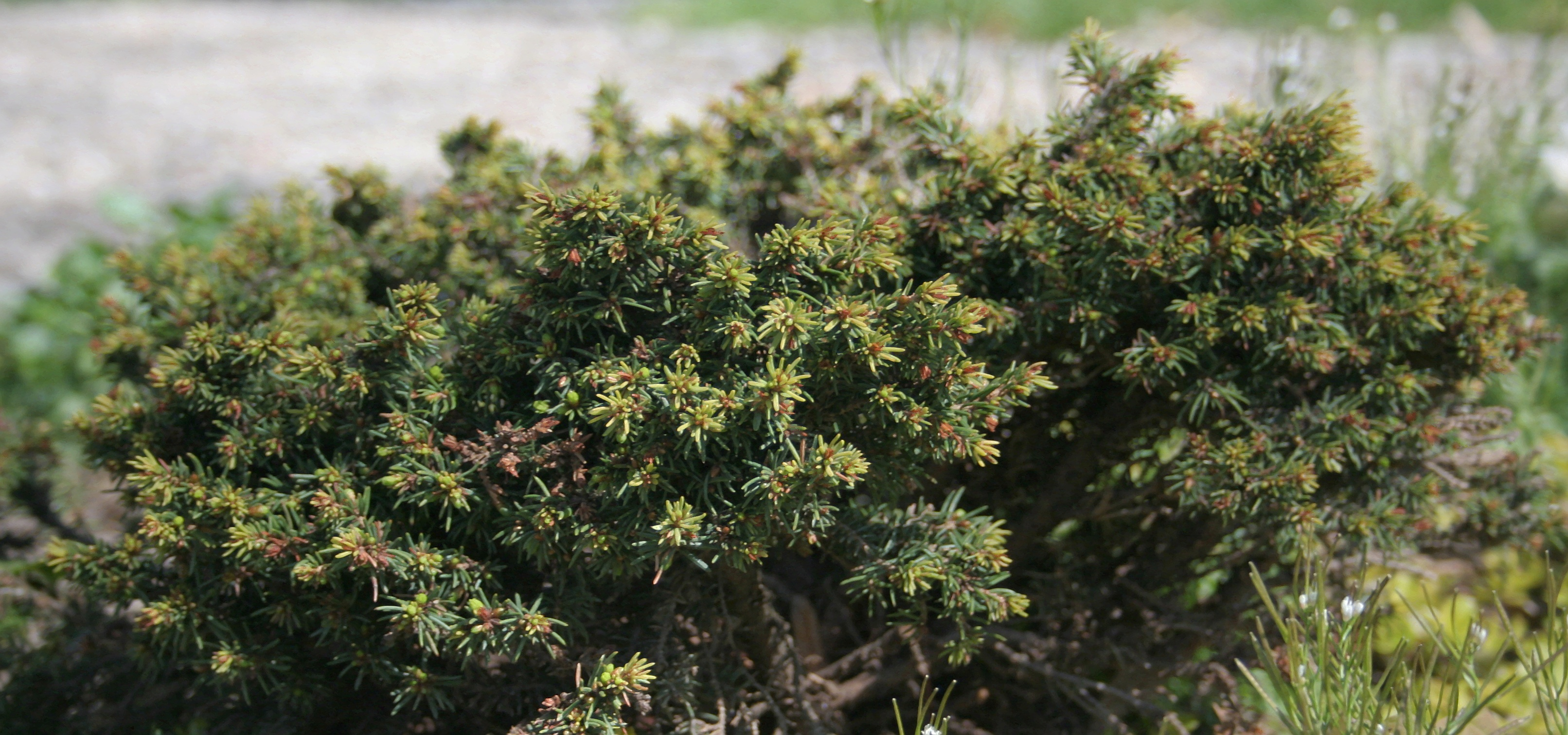
'Little Gem'

- 'Little Gem' Голдендорст (Боскоп), до 1960. Карликовый сорт, мутация 'Nidiformis', крона плоскозакруглённая, сверху с гнездовидным углублением. Высота 0,3—0,5 м. Ветви с середины растения косо поднимаются вверх. Годовой прирост 2—3 см. Побеги очень тонкие, сжатые. Молодые побеги жёлто-серые или серые, без блеска, без опушения, с кроткими листовыми подушками. Почки мелкие, светло-коричневые, яйцевидные, расположены равномерно. Листья изолатерального типа, старые тёмно-зелёные, молодые светло-зелёные, прямые, в сечении ромбовидные, блестящие или матовые, очень тонкие, длиной менее 1 см. Верхушка листа острая. Устьичные полоски с четырёх сторон по 1—3 ряда[4].

## M
- 'Maigold'. Карликовый сорт. Форма кроны напоминает 'Conica'. Молодые побеги жёлто-серые. Почки мелкие, тёмно-коричневые, яйцевидные, несмолистые, расположены на верхушках и в середине побега. Старые листья тёмно-зелёные, молодые жёлтые, длиной 1—1,5 см, слегка изогнутые, на конце заострённые[4].
- 'Marie Orffiaes' (syn.: 'Mariae-orffiae'). Сорт обнаружен на берегах озера Аммерзе (Бавария) Марией Орфф, женой профессора А. Зайферта, сделавшего описание. Поступил в продажу в 1941 году, через Г. Гессе. Одна из самых миниатюрных карликовых елей. Форма низкая, закруглённая, медленнорастущая. Годичный прирост около 1 см. Ветви серые, короткие. Почки мелкие, округлые, окружены листьями. Листья расположены радиально, 4—8 мм длиной, жёлто-зелёные с отчётливо жёлтой верхушкой[4].
- 'Maxwellii' (syn.: P. excelsa var. maxwellii Maxwell, non Beissner et hort.). Форма возникла около 1860 г., в питомнике Т. С. Максвелла (США). Под этим названием описаны три разные формы. Та, что изначально описана Байсснером, в настоящее время называется 'Baissnerii'; 'Maxwellii' из питомников Европы сейчас называется 'Pseudomaxwellii'. 
Форма возникшая в питомнике Максвелла является карликовой. Крона подушковидно-закруглённая. Побеги короткие и жёсткие. Молодые побеги коричневые либо жёлто-серые, блестящие. Годовой прирост 20—25 мм. Почки толстые, яйцевидные, закруглённые, тёмно-коричневые. Листья расположены не плотно, старые зелёные, молодые светло-зелёные, длиной 1—1,5 см, на конце заострённые[4].
- 'Microphylla'. Изящное дерево с тонкими поникающими ветвями. Хвоя тонкая, короткая. Сорт напоминает Picea orientalis (L.) Link.. Обнаружен до 1855 года графом Шверином в лесопарке Дидорф под Аугсбургом[4].

## N

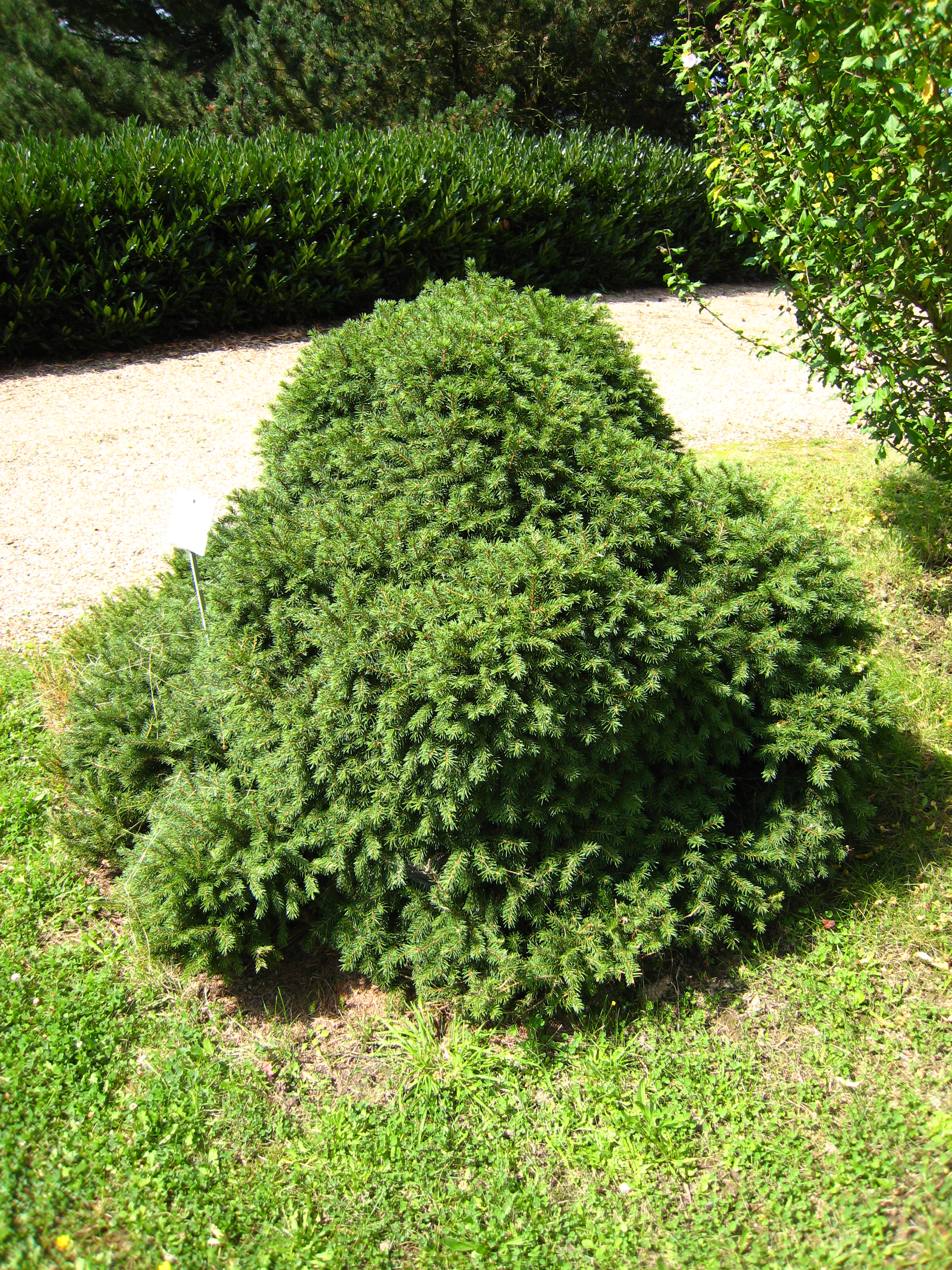
'Nana'

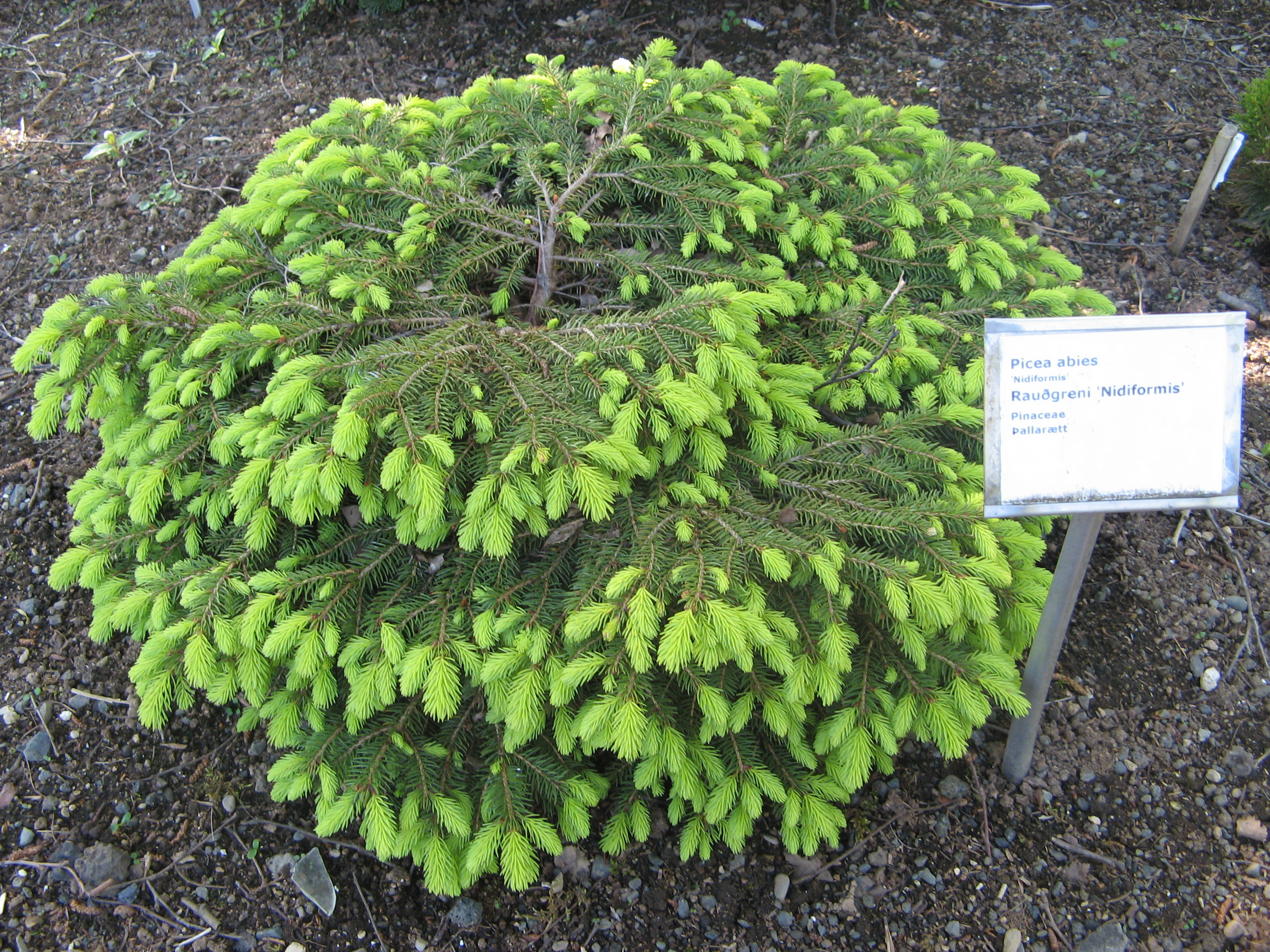
'Nidiformis'

- 'Nana' (syn.: P. excelsa var. nana Carriere, P. excelsa brevifolia Crips). Происхождение неизвестно, в культуре во Франции с 1855 года. В настоящее время слабо распространённый сорт. Часто под названием 'Nana' реализуются 'Pygmaea'. 
Уплощенная, подушковидная, карликовая форма. Высота до 1,5 м. Рост неравномерный, в верхней части кроны сильные, прямые побеги. Годичный прирост от 0,5—5 см на слабых побегах, до 10 см на мощных. Почки крупные или средние, оранжево-коричневые, яйцевидно-конические, смолистые, располагаются в верхней и средней частях побега. Верхушечные почки полностью открытые. Листья зелёные, длиной 2—16 мм, прямые, слегка изогнутые, на конце заострённые[4].
- 'Nidiformis' (syn.: P. excelsa var. nidiformis Beissner). Введена в культуру до 1906 года питомником Рулеман-Гриссон. Название дано Байснером в 1906 г. Карликовый сорт. Достигает высоты 1,2—1,3 м. Крона очень широкая, гнездовидная, диаметром до 5 м. Углубление в центре кроны образовано косо поднимающимися ветвями первого порядка. Побеги многочисленные, отстающие друг от друга, на макушке поникающие. Молодые побеги жёлто-оранжевые. Годичный прирост 3—4 см. Почки мелкие, коричневые, яйцевидные, несмолистые, расположены на верхушке и средней части побега. Листья зелёные, длиной 7—10 мм. Верхушка листа заострённая, при 20-кратном увеличении по краю видны 8—10 острых, более или менее выраженных зубчиков, по которым этот сорт хорошо отличается. Отличается очень высокой выносливостью к неблагоприятным условиям произрастания. В настоящее время распространена очень широко[4].

## O

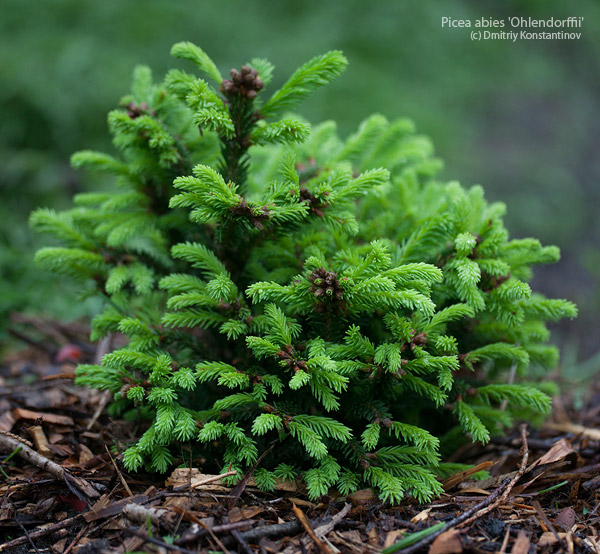
'Ohlendorffii'; молодое растение

- 'Ohlendorffii' (syn.: P. excelsa var. ohlendorffii Spaeth). Карликовая форма, в молодом возрасте закругленная, позднее ширококеглевидная, к старости широко-коническая с несколькими вершинами. Сучья поднимающиеся и раскидистые; плотные ветви не плосковееровидные, а неравномерные; побеги светло-коричневые или жёлто-серые, снизу более светлые, блестящие, голые, загнутые не в одной плоскости; годовой прирост составляет 2—6 см. Почки коричневые или тёмно-оранжево-коричневые, острокеглевидные; верхушечные чаще 2—3 мм длиной, остальные ещё мельче; часто на концах собраны неравномерными группами по 3—5 шт., на сильных побегах до 10 шт. Иголки на молодых растениях и ведущих побегах радиальные, однако на верхней стороне полурадиальные, внизу собраны в пучки, жёлто-зелёные, 4—8 мм длиной, блестящие, очень тонкие, в разрезе четырёхгранные или круглые, с обоих концов заострённые, на концах острые, с обеих сторон с мелкими устьицами по 1—4 неодинаковых ряда, жёсткие, плотные, конечные почки не спрятаны.  (- Р. оrientalis руg-maеа). Получена у Т. Олендорфа под Гамбургом между 1840 и 1850 гг. из семян, привезённых из Никитского ботанического сада в Крыму. В 1904 г. названа Шпетом, им же введена в культуру[3][4].

## P

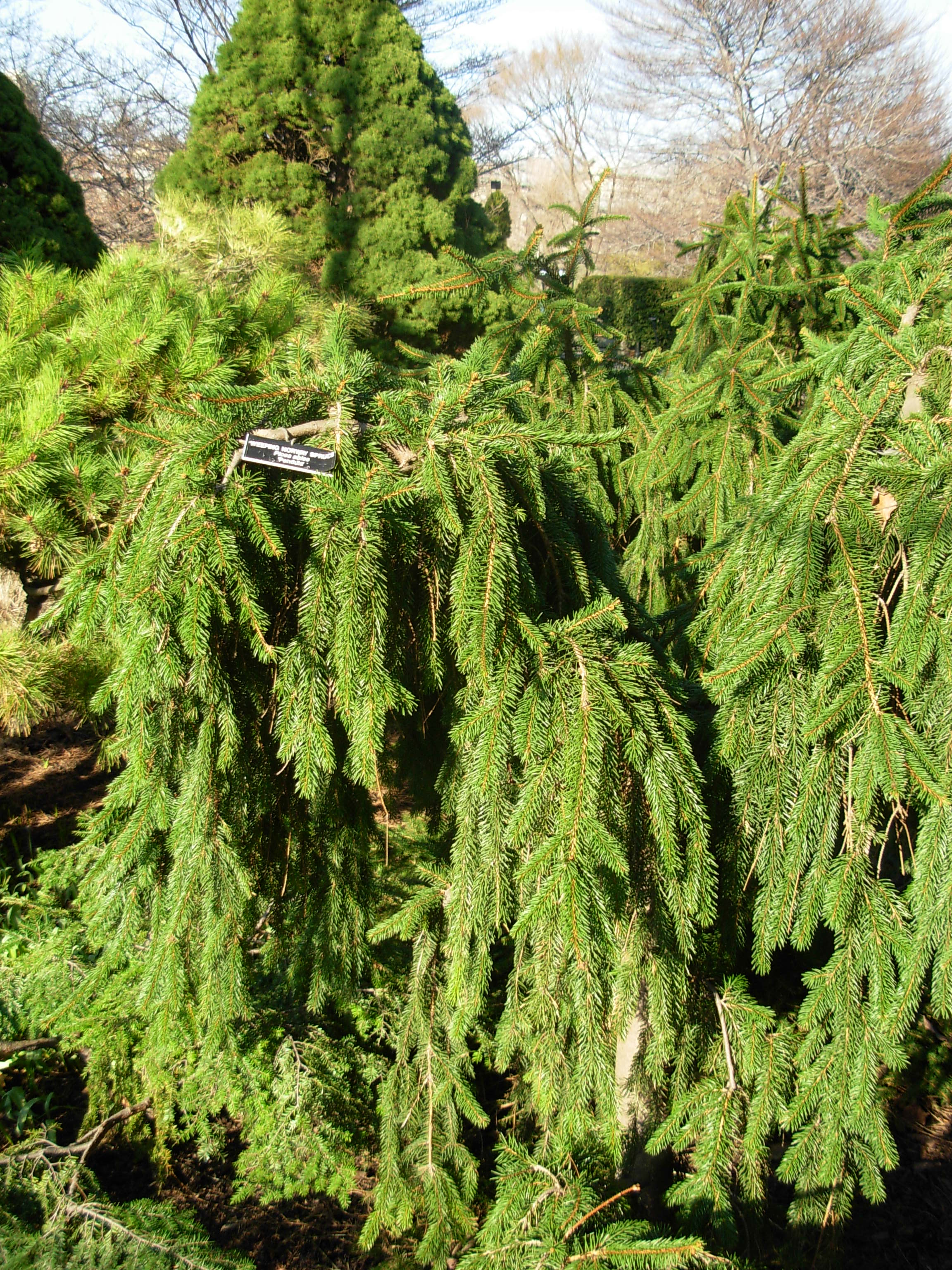
'Pendula'

- 'Рachyphylla'. Карликовая форма, очень медленнорастущая, неравномерная и рыхлая, старые растения имеют высоту 80 см. Сучья и ветви очень короткие, толстые, жёсткие, старые побеги часто голые, с хорошо выраженным листовым валиком; годовой прирост составляет 5—20 мм. Почки округлые, мелкие; терминалы 2—3 мм длиной (остальные 1—2 мм), отдаленно стоящие, реже с дополнительными почками. Иголки радиальные, направлены вперёд, 10—15 мм длиной, жёсткие и далеко расположенные друг от друга, очень толстые и мясистые, верхняя сторона углубленная, нижняя килеватая (в разрезе почковидные). Кончик тупой, блестящий, зелёный, сверху с 5—6, снизу с 3—4 устьичными линиями. Известна с 1923 г[3].
- 'Parviformis' (syn.: P. excelsa var. parviformis hort.). Карликовая форма, но достигает 2,5 м в высоту, ширококеглевидная или широкояйцевидная; годовой прирост составляет 5—8 см, на старых побегах больше. Ветви тонкие и нежные, жёлто-серые, отстоящие друг от друга. Почки среднего размера, коричневые, яйцевидные, несмолистые. Иголки острые, прямые, слегка изогнутые, зелёные, 1,5—2 см длиной.  Из Северной Америки; в культуре с 1866 г[3][4].
- 'Рendula'. Под этим названием собраны далеко не однообразные растения: с высоким прямым стволом и вертикально ниспадающими сучьями, а также с загнутым или искривленным стволом и более или менее вертикальными или кососрезанными вниз, или стелющимися по земле сучьями. Впервые обнаружены в 1835 г. Брио, Трианон, Версаль и введены в культуру[3].
- 'Рendula Major'. Форма кеглевидная, прямая. Главные сучья частично горизонтально отстоящие друг от друга, частично дугообразно загнуты вниз. Молодые побеги вертикально свисающие. Иголки удлинённые твердые, 2—3 см длиной, серповидные, загнуты кверху. Шишки многочисленные. До 1868 г., питомник Симон-Луи, Мец.
- 'Рrocumbens' (syn.: P. excelsa var. procumbens Carriere). Карликовая форма. В культуре неоднородна; происхождение этого растения не выяснено, название дано Карьером. 
Описание Уэлча: карликовая форма, быстрорастущая, внешний вид широкий и плоский; сучья слегка приподнятые, жёсткие, плоские; побеги толстые и жёсткие, оранжево-коричневые, голые, блестящие, годовой прирост составляет 5—10 см; почки оранжево-коричневые, острые, кеглевидные; верхушечные 4—5 мм длиной, остальные 3—4 мм, зимой не смолистые, группа терминалов состоит из 3 почек (иногда встречается 4-я почка, направленная вниз), на побеге многочисленные добавочные почки ограниченных размеров; почечные чешуйки мелкие, кайма бахромчатая, плотно прижатая, валик листа четко выражен; иголки полурадиальные, плотные, очень жёсткие на ощупь, свеже-зелёные, параллельно-рядные, прямые, толстые, но плоские, 10—17 мм длиной (самые длинные иголки среди всех плоскорастущих форм), по длине от основания к вершине постепенно уменьшаются; острый конец с 3 устьичными линиями сверху и снизу[3].
- 'Рrostrata'. Вероятно, это синоним 'Рrосumbens' (Р. ехсеlsa var. рrostrata) 1913 г[3].
- 'Рseudo-Махwellii'. Карликовая форма, низкая, позднее похожа на осиное гнездо. Сучья горизонтально расположены друг над другом. Очень напоминает 'Махwellii', но отличается почками, формой и величиной листьев; побеги слегка приподнятые плотные, светло-оранжевые, годовой прирост 1,5—4 см. Иголки жёлто-зелёные, часто радиальные; на верхней стороне побегов и на концах очень плотные, 4—10 мм длиной, в разрезе более плоские, чем круглые, основание слегка прижато к ветви, конец часто слегка загнут, острый и иногда волосовидно вытянутый (как у 'Махwellii') но короче. Происхождение неизвестно[3].
- 'Рseudoprostrata'. Карликовая форма, плоская, стелющаяся. Побеги плотные, загнутые, собраны неравномерными пучками в одной плоскости; годовой прирост 1—7 см. Почки круглые, светло-коричневые, расположены неодинаковыми группами на концах побегов, различны по величине. Иголки неравномерны по длине, величине и направлению, у основания побега чаще имеют длину 8 мм, в середине 12 мм, на конце побега около 8 мм; в разрезе круглые, с 4 устьичными линиями на каждой стороне. До 1923 г. распространена через Хильера под названием var. рrocumbenc[3].
- 'Pumila'. Карликовая форма, низкая, широкая, неравномерная. Нижние сучья широко расставленные, стелющиеся; верхние направлены наверх. Побеги жёлто-коричневые голые, тонкие и очень гнутые; годовой прирост 2—3 см. Почки светло-оранжевые, яйцевидные; верхушечные почки 2,5 мм длиной, остальные 2,5—2 мм (часто по 2 расположены горизонтально около верхушечных); валик листа хорошо выражен. Иголки светло-зелёные, прямые, тонкие, плоские, 6—10 мм длиной и 0,5—0,7 мм шириной, с нежным кончиком, плотными рядами лежат друг над другом, причём у нижних рядов иголки более длинные по сравнению с верхними. Это наблюдается у 'Рumila Nigra' и 'Рumila Glauca'. Устьичные линии доходят до кончика. В культуру введена с 1874 г., но встречается редко; растения с этим названием в культуре часто не соответствуют настоящей форме[3].
- 'Pumila Glauca'. По внешнему виду не отличима от 'Рumila Nigra'. Отличие - устьица при 25-кратном увеличении становятся блестящими. В питомниках эти формы просто не пытаются различать, а дают одно из двух названий. В Германии 'Рumila Glauса' встречается чаще[3].
- 'Pumila Nigra' (Picea excelsa f. pumila nigra, 1891[9]). Карликовая форма, широкая и плоская, очень старые деревья достигают высоты 1 м. Побеги сверху коричневые, снизу более оранжевые, голые, блестящие, тонкие и очень гнутые, годовой прирост составляет 3—5 см; боковые побеги отстоят под углом 50°, ведущие поднимаются под углом 30—45°. Почки оранжево-коричневые, тупокеглевидные; верхушечные почки 2,5—3 мм длиной, остальные немного мельче; зимой смолистые, верхушечные почки чаще с плотно стоящими парами почек, валик листа выражен. Иголки полурадиальные, плотно расположенные, на ощупь жёсткие, 8—12 мм длиной, на концах побегов короче, тёмно-голубовато-зелёные, прямые, тонкие, плоские, с маленьким острым концом, с 2—4 рядами очень мелких (по Уэлчу, неблестящих) устьиц. В культуре появилась ранее 1891 г. Происхождение неизвестно[3].
- 'Pusch'. Карликовая форма. Крона ширококоническая и рыхлая. Молодые побеги коричневые, листовые подушки средней длины. Почки крупные, оранжево-коричневые, яйцевидные, сильно смолистые, располагаются на верхушке побега. Иголки зелёные, длиной 1—2 см, прямые, в сечении ромбовидные, на конце заострённые[4].
- 'Рygmaea' (syn.: P. excelsa var. pygmaea Carriere). Карликовая форма, очень медленнорастущая, крона от закругленной до ширококеглевидной, обычно не выше 1 м (в столетнем возрасте при благоприятных условиях может быть в 2 раза выше), плотная. Побеги светло-жёлтые до серо-жёлтых, блестящие, голые, толстые, слегка загнутые, различны по мощности, форме и расположению, годовой прирост 1—3 см. Почки коричневые, закруглённые; верхушечные имеют длину 2 мм, остальные 1 мм; терминалы чаще концевые; валик листа выражен. Иголки на сильных побегах радиальные, спиральные и отчётливо закругленные, очень плотно расположенные, особенно на слабых побегах, 5—8 мм длиной и 1 мм шириной, светло-зелёные, Прямые, параллельные, в разрезе ромбические до почти квадратных, с коротким нежным кончиком, сверху и снизу с 2—3 рядами прерывистых устьиц. В культуре с 1800 г. Самая старая из известных карликовых форм[3].
- 'Рygmi'. Карликовая форма с плотной ширококонической или округлой кроной. Почки расположены на верхушке побега. Старые иголки тёмно- или голубовато-зелёные, молодые голубовато-зелёные, слегка изогнутые, блестящие[4].
- 'Руramidalis Gracilis' (syn.: Р. аbies руramidalis gracilis; Р. abies gracilis). Карликовая, но быстрорастущая форма, равномерно кеглевидная, красивая. Сучья устремлены вверх; ветви интенсивно оранжево-красного цвета, толстые; годовой прирост составляет 5—7 см. Почки кеглевидные, красноватые, блестящие, 6—7 мм длиной. Иголки радиальные, с нижней стороны большей частью собраны в пучки, направлены вперёд и наружу, мощные, 10—12 мм длиной, слегка серповидно-загнутые, в разрезе более круглые, чем плоские, с тупым и жёстким концом. В культуре с 1891 г[3].
- 'Рyramidata' (syn.: Р. аbies руramidalis, Р. аbies ехсеlsa еrесtа). Высокое дерево, рост нормальный, но основные сучья устремлены вверх, нижние очень длинные, верхние ближе к вершине постепенно укорачиваются, поэтому крона выглядит узкокеглевидной. Иголки на верхней стороне ветвей прижаты друг к другу и направлены вперёд, снизу собраны в пучки[3].

## R

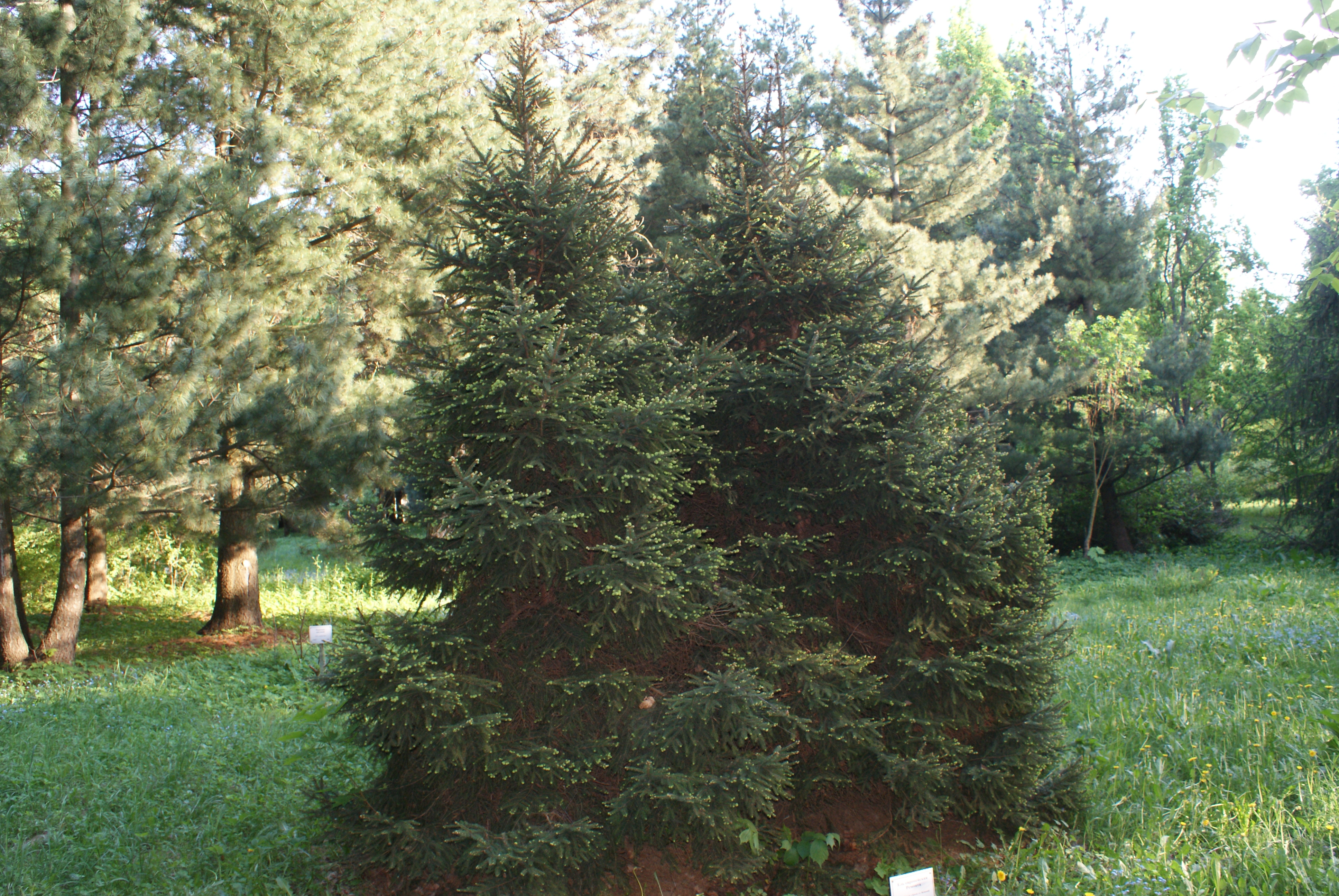
'Remontii'

- 'Remontii' (syn.: Р. ехсеlsa var. remontii). Карликовая форма, достигает высоты 3 м, крона равномерно кеглевидная. Ветви первого порядка отстоят под острым углом; побеги коричневые, снизу более светлые, относительно голые; годовой прирост 2—3 см. Почки оранжевые тупокеглевидные или яйцевидные; верхушечные шишки 2—3 мм, длиной, остальные только 1—2 мм; блестящие (часто блестят только верхушечные с 1—2 боковыми шишками); листья свеже-зелёные, 5—7 мм длиной, на конце заострённые, самые длинные расположены внизу побега и смотрят наверх, на концах побегов короткие и направлены вперёд. Известна с 1874 г., в культуре обычна[3].
- 'Reflexa' Карье, 1890 г. Форма с повислыми ветвями, образующая более или менее длинный ведущий побег. В начале вытягивается, позже благодаря сильным ниспадающим ветвям начинает стлаться по земле. Побеги толстые и жёсткие, опушённые, годовой прирост 5—12 см. Почки очень крупные, верхушечные 6—8 мм длиной, на сильных побегах окружены 2—5 боковыми почками. Шишечные чешуи крупные и острые, в верхней части загнуты назад. Листья расположены плотно, жёсткие, 10—12 мм длиной, радиальные, от светло-зелёных до голубовато-зелёных, на каждой стороне по 1—4 непрерывных устьичных линии.
- 'Repens'. Описание сделано Уэлчем по оригинальному растению Хорнибрука и считается правильным. Карликовая форма, крона низкостелющаяся, раскидистая. Ветви расположены друг над другом равномерно и плотно; побеги оранжево-коричневые, голые, тонкие и сильно загнутые, горизонтально отстоящие друг от друга, концы слегка изогнуты; годовой прирост составляет 3—5 см. Почки оранжевые, яйцевидно-кеглевидные с острым концом; верхушечные шишки 3—4 мм длиной, остальные 2—3 мм, на конце побега почки часто собраны вместе по 3 шт.; валик листа неотчетливо выражен. Иголки от свеже-зелёных до жёлто-зелёных (цвет различен), полурадиальные, но плоские, на нижней стороне побега отчётливо видны, очень плотно стоящие и загнутые, 8—10 мм длиной, прямые, у основания более широкие, с отчётливой центральной жилкой, вытянуты в острый маленький кончик, с 1—2 прерывистыми устьичными линиями на каждой стороне. В отношении названия 'Repens' у авторов (Байсс-нер-Фичен, Хорнибрук и Ден-Оуден-Бум) нет единого мнения[3].
- 'Rydal'. Характер роста и форма кроны, как у номинальной формы. Молодые побеги малинового цвета. Продолжительность декоративного эффекта около 7 дней. От сходного сорта 'Cruenta' отличается более интенсивным цветом молодых побегов и более плотной кроной.

## S
- 'Sargentii'. Карликовая форма; побеги тонкие и плотно сжатые, светло-жёлтые, косо направлены вперёд, годовой прирост составляет около 2,5 см. Почки мелкие, кеглевидные, красно-коричневые, слегка смолистые. Иголки расположены неравномерно: в пучках или радиально, относительно тонкие, одинаковой формы, 8 мм длиной, на конце резко утолщённые, тупые, мягкие, зимой чаще с жёлтым концом. Появилась до 1923 г., распространялась через питомник Арнольда[3].

## T
- 'Таbuliformis'. Карликовая форма, раскидистая, сначала стелющаяся, с возрастом сучья и ветви налагаются друг на друга и форма становится плоскозакруглённой и рыхлой. Сучья плосковетвистые, концы слегка загнуты, вершина дерева совершенно плоская. Побеги сверху светло-коричневые, снизу более серые, голые, блестящие, очень тонкие и загнутые; годовой прирост составляет около 2—3 см; все боковые побеги очень равномерные. Почки оранжево-коричневые, яйцевидные, 2—3 мм длиной, с 1—2 мелкими дополнительными почками. Иголки полурадиальные, далеко расположены друг от друга, загнутые, светло-жёлто-зелёные, прямые, у основания закругленные, 7—10 мм длиной. Центральная жилка мощная, вытянутая, с длинным концом, с 1—4 устьичными линиями до конца. До 1865 г. обнаружена как ведьмина метла в Трианоне, Версале, позднее в Швеции[3].
- 'Tompa' Leen Konijn. Сорт интродуцирован Konijn Nurs. Ederveen в 1987 году в Нидерландах[10]. Плотная широко-коническая форма (60×40 см). Растёт медленно. Молодые побеги серые, без блеска, с короткими листовыми подушечками. Почки расположены в середине побега и на верхушке. Листья изолатерального типа, зелёные, слегка изогнутые, в сечении ромбовидные, блестящие, на конце заострённые[4]. Напоминает Picea glauca 'Conica', но не столь восприимчива к паутинному клещу и тле[11]. Размеры в 10 лет: высота 0,6 м, диаметр около 1 м[12], окончательный рост до 1,5 метра[10].
- 'Тuberculata'. Он номинальной формы легко отличается по многочисленным кеглевидный выростам на нижней части ствола, которые имеют высоту 3 см. Известна до 1898 г. Имеется под Геттингеном в Хайберге и под Керкраде в Суд-Эренштайне[3].

## U
- 'Ukko'. Финский сорт. Получают путём прививки f. condensata[5].
- 'Uwe Horstmann'.

## V

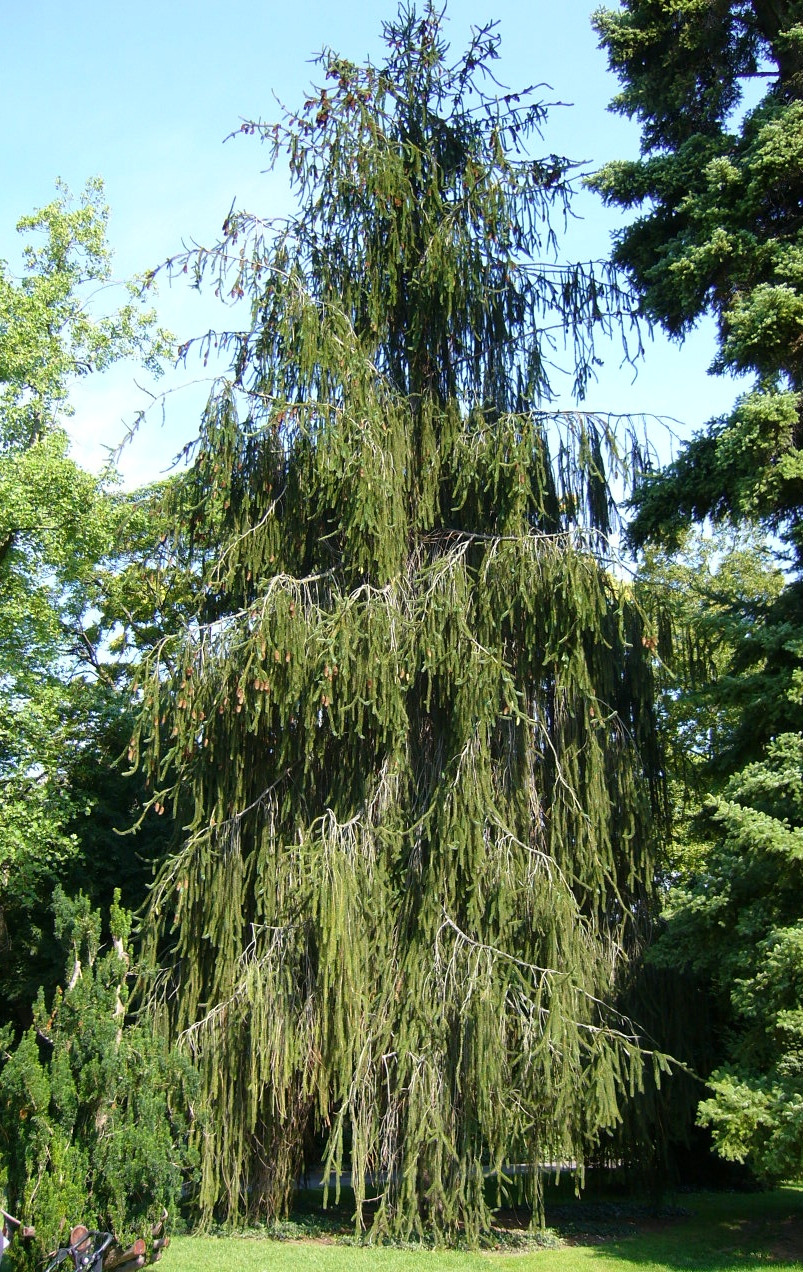
'Virgata'; общий вид кроны

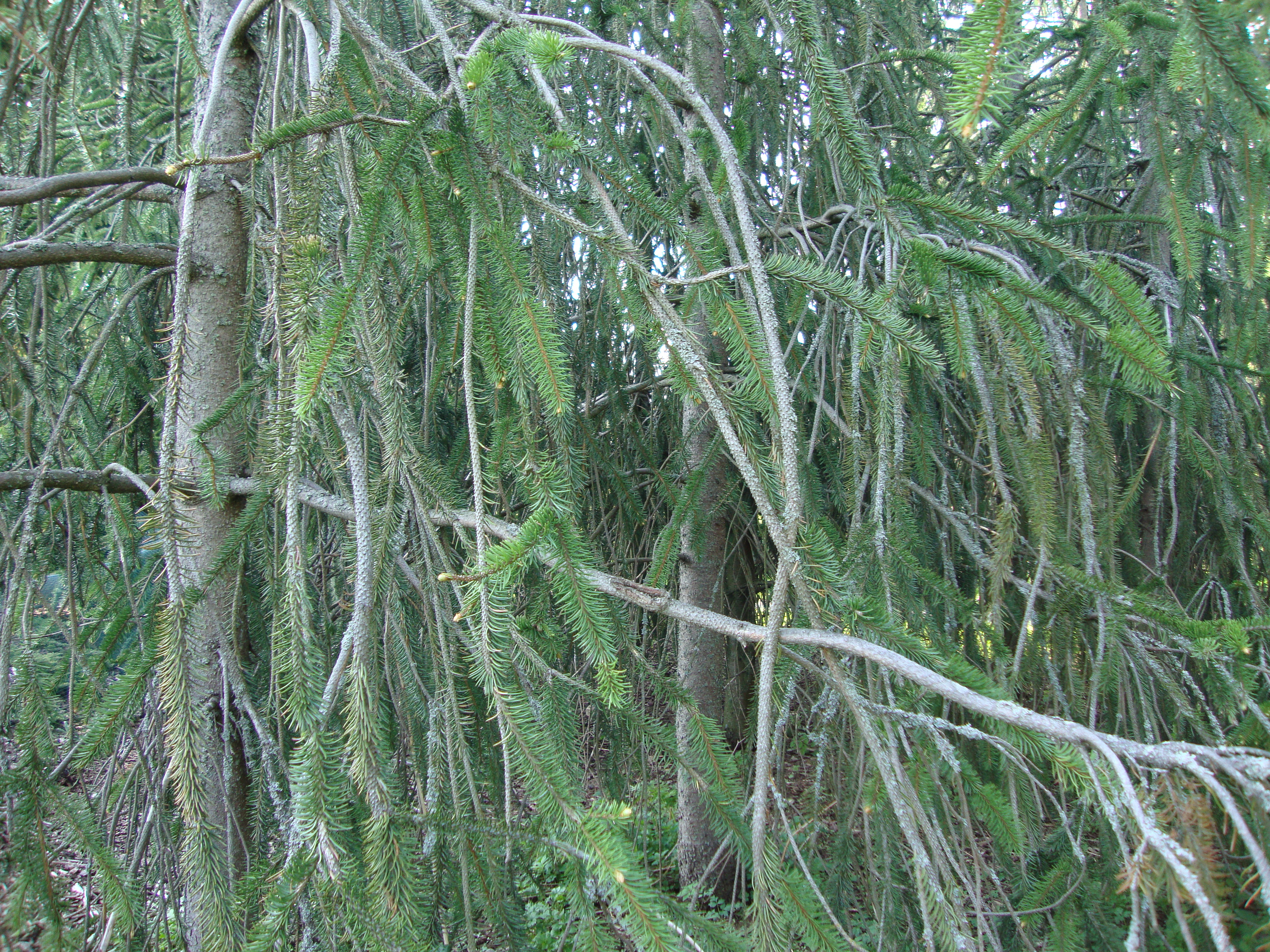
'Virgata'; особенности ветвления

- 'Viminalis' (syn.: P. excelsa var. viminalis Caspary, P. viminalis hort.). Дерево высотой до 20 м, форма кроны ширококеглевидная или широкояйцевидная; сучья длинные и горизонтально отстоящие друг от друга, позднее склоняются вниз; побеги длинные, почти вертикально свисающие, загнутые. Молодые побеги жёлто-серые, блестящие, слабо опушённые, листовые подушки удлинённые. Почки среднего размера, светло-коричневые, яйцевидные, несмолистые, боковые расположены на верхушке побега. Иголки 2,5—3 см длиной (по другим данным 1,5—3 см), светло-зелёные (по другим данным зелёные), слегка серповидно-загнутые. В дикорастущем виде встречается во многих районах Германии, Австрии, Швейцарии, Польши, Скандинавских стран. Впервые обнаружена в 1741 г. под Стокгольмом[3][4].
- 'Virgata' (syn.: P. excelsa denudata Carriere,P. excelsa var. virgata Caspary). Высокое дерево, иногда кустарник, со сквозным ведущим побегом; ветви первого порядка чаще одиночные или неодинаково мутовчатые, длинные, горизонтально отстоящие друг от друга, часто растут друг через друга, верхние направлены вверх, нижние свисают. Молодые побеги жёлто-серые, блестящие, без опушения, листовые подушки удлинённые. Иголки радиальные, длиной 2—2,6 см, толстые, острые, часто загнуты вверх, около 10 лет остаются на побегах. Устьичные полоски с четырёх сторон по 1—3 ряда. В Европе форма встречается довольно часто. Впервые обнаружена в 1853 г. во Франции, позднее в Германии, Скандинавии, Швейцарии (Тироль). Сорт напоминает 'Cranstonii', но листья менее сжатые[3][4].

## W
- 'Waldbrund'. Карликовая форма с плотной округлой кроной. Хвоя сине-зелёная[13].
- 'Wartburg'. Прямостоячее дерево, со сквозным стволом, достигает большой высоты; часто с поникающей верхушкой. Ветви первого порядка горизонтально отстоят друг от друга или изгибаясь спускаются к земле; боковые побеги косо отстоят друг от друга или направлены вниз (выглядят как несколько зонтиков, расположенных друг над другом). Молодые побеги светло-коричневые, матовые, без опушения, листовые подушки короткие и плоские. Почки среднего размера, тёмно-коричневые, яйцевидные, несмолистые, боковые равномерно располагаются в верхней части прироста. Хвоя напоминает 'Frohburg', однако с возрастом отличается; старая голубовато-зелёная, молодая жёлто-зелёная, длиной менее 1—1,5 см, в сечении ромбовидная, матовая. Верхушка листа - "колючка" направленная вверх. Устьичные полоски с четырёх сторон по 1—3 ряда. Введена в культуру в 1965 г. Халлером А.Г., Швейцария[3][4].
- 'Wills Zwerg' (syn. 'Will’s Zwerg'). Сорт обнаружен около 1936 года в питомнике Ганса Вилла, поступила в продажу в 1956 г. Низкорослая форма, к 30 годам достигает высоты 2 м. Форма кроны равномерная, плотно-кеглевидная или коническая. С возрастом становится более рыхлой. Молодые побеги жёлто-оранжевые, блестящие, слабо опушённые, листовые подушки удлинённые. Почки среднего размера, коричневые, оранжево-коричневые, округлые, яйцевидные, несмолистые, боковые равномерно расположены на верхней половине прироста. Интересна благодаря светло-зелёной хвое на молодых (июльских) побегах, намного более светлой по сравнению со старой тёмно-зелёной хвоей. Длина листьев менее 1—1,5 см, верхняя часть заострённая[3][4].